# Prix de la personnalité musicale de l'année du Syndicat de la critique
 (avril 2024).
Si vous disposez d'ouvrages ou d'articles de référence ou si vous connaissez des sites web de qualité traitant du thème abordé ici, merci de compléter l'article en donnant les références utiles à sa vérifiabilité et en les liant à la section « Notes et références ».
Le Prix de la personnalité musicale de l'année du Syndicat de la critique est remis chaque année par le Syndicat de la critique.

## Palmarès
- 1982/1983 : Philippe Beaussant pour la renaissance de la musique baroque et la préparation de l'année Rameau
- 1983/1984 : Pier Luigi Pizzi pour ses mises en scène et décors de Hippolyte et Aricie au Festival d'Aix-en-Provence, Ariodante à Nancy, La Khovanchtchina au Châtelet et les décors de Boulevard Solitude à Nancy
- 1984/1985 : William Christie, chef d'orchestre
- 1985/1986 : Marek Janowski, chef d'orchestre, pour la Tétralogie de Wagner et son action à la tête de l'Orchestre philharmonique de Radio France
- 1986/1987 : Jean-Albert Cartier pour sa programmation et l'ensemble de son activité à la tête du Théâtre musical de Paris
- 1987/1988 : Scott Ross, claveciniste, notamment pour son intégrale Scarlatti, (disques Erato)
- 1988/1989 : José van Dam, baryton, pour Guillaume Tell à Paris et Nice, Cosi fan tutte au Festival d'Aix et le film Le Maître de musique
- 1989/1990 : Philippe Herreweghe pour son action à La Chapelle Royale, au Festival de Saintes et à l'Ensemble vocal européen
- 1990/1991 : Myung-Whun Chung, chef d'orchestre de l'Opéra de Paris
- 1991/1992 : Kent Nagano, chef et directeur musical de l'Opéra de Lyon
- 1992/1993 : Louis Erlo et Jean-Pierre Brossmann pour le rayonnement de l'Opéra de Lyon, après vingt ans d'"Opéra nouveau"
- 1993/1994 : Roberto Alagna, ténor
- 1994/1995 : Jean-Philippe Lafont, baryton, pour ses récentes prises de rôle
- 1995/1996 : Le Centre de musique baroque de Versailles dirigé par Vincent Berthier de Lioncourt, pour son action et la construction de son orgue à la Chapelle royale
- 1996/1997 : François Le Roux pour ses rôles dans Verlaine Paul, Le Prince de Hombourg et Les Liaisons dangereuses
- 1997/1998 : L'Ensemble Accentus et son chef Laurence Equilbey
- 1998/1999 : René Jacobs, chanteur et chef d'orchestre, pour les représentations de L'Orfeo, La Calisto de Cavalli et son enregistrement de Cosi fan tutte
- 1999/2000 : Henri Maier pour son action à la tête de l'Opéra de Montpellier
- 2000/2001 : Brigitte Marger pour la mise en place et la programmation de la Cité de la musique
- 2001/2002 : Jacques Mercier, chef d'orchestre, pour son travail de vingt ans à la tête de l'Orchestre dÎle-de-France
- 2002/2003 : Pierre-Laurent Aimard, pianiste
- 2003/2004 : John Eliot Gardiner, chef d'orchestre britannique, pour son action en faveur de la musique française
- 2004/2005 : Jean-Pierre Brossmann, directeur du Théâtre du Châtelet
- 2005/2006 : Michel Portal, clarinettiste
- 2006/2007 : Aldo Ciccolini, pianiste, pour ses concerts au Festival de Montpellier et avec l'Ensemble orchestral de Paris au Théâtre des Champs-Élysées
- 2007/2008 : Seiji Ozawa, chef d'orchestre
- 2008/2009 : Roger Muraro, pianiste
- 2010/2011 : Louis Langrée, chef d'orchestre
- 2011/2012 : Bertrand Chamayou, pianiste
- 2012/2013 : Barbara Hannigan, artiste lyrique
- 2013/2014 : Laurent Campellone, chef d'orchestre
- 2015 : Laurent Bayle, directeur général de la Cité de la Musique et Président de la Philharmonie de Paris
- 2016 : Paavo Järvi , directeur musical de l’Orchestre de Paris de 2010 à 2016
- 2017 : Patrice Martinet, directeur de l'Athénée Louis Jouvet
- 2018 : Stéphane Degout, artiste lyrique
- 2019 : Michael Spyres, ténor
- 2020 : Benjamin Bernheim
- 2022 : Catherine Hunold, soprano et Klaus Mäkelä, chef d'orchestre directeur musical de l'Orchestre de Paris
- 2023 : Aziz Shokhakimov, chef d’orchestre, directeur musical de l’Orchestre philharmonique de Strasbourg
- 2024 : Lea Desandre, mezzo-soprano[1]
- 2025 : Lucile Richardot, mezzo-soprano[2]